# Scott Eastwood
Scott Eastwood, właściwie Scott Clinton Reeves (ur. 21 marca 1986 w Monterey) – amerykański aktor, producent i reżyser filmowy, młodszy syn Clinta Eastwooda. Filmami, które wpłynęły na rozwój jego kariery były: Sztandar chwały (2006), Gran Torino (2008), Invictus – Niepokonany (2009), Dopóki piłka w grze (2012), Piła mechaniczna 3D (2013), Furia (2014), Najdłuższa podróż (2015), Legion samobójców (2016), Snowden (2016), Szybcy i wściekli 8 (2017) i Pacific Rim: Rebelia (2018). Był modelem reklamującym perfumy „Cool Water” marki Davidoff.

## Życiorys

### Wczesne lata
Urodził się w Bariatric Surgery Center przy Community Hospital of the Monterey Peninsula w Monterey w stanie Kalifornia jako syn Jacelyn Ann Reeves, stewardesy, i Clinta Eastwooda, hollywoodzkiego aktora i reżysera. Jego młodsza siostra Kathryn (ur. 2 lutego 1988) została tancerką. Jego matka była kochanką Eastwooda w połowie lat 80., ta przygoda trwała trzy lata, podczas gdy Eastwood nadal był związany z Sondrą Locke. Nie było wiadomo, czy Scott i Kathryn byli dziećmi Eastwooda, dopóki w połowie 1990 nie został ujawniony związek Eastwooda z Reeves w „National Enquirer”. Był piątym z ośmiorga dzieci Eastwooda, a jego przyrodnie rodzeństwo to Kimber Tunis, Kyle Eastwood, Alison Eastwood, Francesca Eastwood i Morgan Eastwood.
Eastwood do dziesiątego roku życia wychowywał się w Carmel-by-the-Sea, po czym cztery lata spędził na Hawajach. Następnie wrócił do Kalifornii, gdzie ukończył Carmel High School. Uczęszczał do Loyola Marymount University w Los Angeles, gdzie otrzymał dyplom w 2008. Zdobył licencję na pilota helikoptera.

### Kariera
Eastwood rozpoczął karierę filmową, używając swojego nazwiska, aby uniknąć nepotyzmu, choć istniał już inny aktor o nazwisku Scott Reeves (ur. 1966). Wystąpił w trzech filmach w reżyserii swojego ojca: Sztandar chwały (2006), Gran Torino (2008) i Invictus – Niepokonany (2009). Pracował jako model dla Abercrombie & Fitch.
W dreszczowcu psychologicznym Enter Nowhere (2011) z Sarą Paxton, Katherine Waterston i Shaunem Siposem był protagonistą jako Tom, który dociera do małej chatki, położonej w głębi lasu i walcząc z mrozem i głodem stara się wrócić do cywilizacji. Wystąpił na szklanym ekranie jako oficer Jim Barnes w serialach: Chicago Fire (2013) i Chicago PD (2014). Za drugoplanową rolę sierżanta Milesa w dramacie wojennym Davida Ayera Furia (2014), w którym zagrał  u boku Brada Pitta, Shii LaBeoufa i Logana Lermana, otrzymał Teen Choice Award dla najlepszego aktora.
Pojawił się jako fikcyjny aktor Robert Kingsley w teledysku do piosenki Taylor Swift „Wildest Dreams” (2015). Wystąpił w roli Luke’a Collinsa w adaptacji filmowej Nicholasa Sparksa Najdłuższa podróż (2015) z Britt Robertson. Został obsadzony w roli Trevora Jamesa w dreszczowcu biograficznym Olivera Stone’a Snowden (2016) o Edwardzie Snowdenie z udziałem Josepha Gordona-Levitta i Shailene Woodley. W sierpniu 2016 jako porucznik GQ Edwards trafił do obsady Legionu samobójców, wchodzącego w skład filmów z serii DC Extended Universe, w reżyserii Davida Ayera.

## Życie prywatne
Został współwłaścicielem baru „Saddle Bar” w San Diego z producentem filmowym Mattem Weaverem. Opracował własną markę whisky o nazwie Eastwood Whisky.